# سعيد الهاجري (سائق رالي)
سعيد الهاجري (من مواليد 11 نوفمبر 1950) هو سائق رالي قطري. و ابن عمه مبارك الهاجري هو أيضاً سائق رالي ورجل أعمال.

## سيرة شخصية
ولد الهاجري في 14 أبريل في العاصمة القطرية الدوحة.
فاز الهاجري في أول نسختين من بطولة الشرق الأوسط للراليات، وفاز بـ 18 انتصارًا دوليًا في راليات الشرق الأوسط، وهو أيضًا أول عربي يفوز بنقاط في البطولات الأوروبية والعالمية للرالي.
كان فريقه «فريق روثمان بورش رالي» من عام 1983 إلى عام 1986، بسيارة أودي كواترو، ومن ثم فريق روثمانز فورد من 1989 إلى 1990.

## التاريخ
- بطل مزدوج لرالي الشرق الأوسط في عامي 1984 و 1985 في بورش 911 SC RS.
- بطل رالي الشرق الأوسط في عام 1984، في سيارة بورش 911 SC RS
- بطل مزدوج لرالي الخليج العربي في عامي 1983 و1984، في سيارة بورش 911 SC RS
- رالي قطر في الأعوام: 1983 و1984 و1985 و1987 و1989 و1992.
- رالي الأردن في الأعوام: 1983 و1985 و1986.
- 1984: رالي دبي
- 1985: فاز برالي الفراعنة في مصر في بورش 959.
- 1993: رالي تونس في سيارة ميتسوبيشي مع مساعده الفرنسي هنري ماجني )
- 2007: رالي Transsibérie
- الثاني في رالي لبنان في عام 1988، في سيارة فورد سييرا كوسورث مع مساعده وشقيقه مبارك الهاجري
- الرابع في رالي قبرص في عام 1983 في أوبل أسكونا 400 مع مساعده جون سبيلر
- الرابع في رالي أكروبوليس في عام 1986 في سيارة بورش 911 SC RS مع مساعده J. Spiller
- الخامس في رالي أكروبوليس في عام 1985 في سيارة بورش 911 SC RS مع مساعده J. Spiller
- السادس في رالي داكار في عام 2002، عن عمر يناهز 52، في ميتسوبيشي مع مساعده ماثيو ستيفنسون
- الثامن في «رالي نيوزيلندا»، 1989 في فورد سييرا MK1 مع مساعده Steve Bond.

## وصلات خارجية
- سعيد الحجري على موقع Rallye-info.com (الإنجليزية)
- سعيد الحجري على موقع eWRC-results.com (الإنجليزية)

- سعيد الهاجري على rallyebase.nl
- سعيد الهاجري في موقع رالي إنفو دوت كوم نسخة محفوظة 12 يونيو 2020 على موقع واي باك مشين.
- سيرة سعيد الهاجري 1
- سيرة سعيد الهاجري 2

| مناصب رياضية | مناصب رياضية                  | مناصب رياضية      |
| ------------ | ----------------------------- | ----------------- |
| سبقه افتتاح  | بطل رالي الشرق الأوسط 1984-85 | تبعه محمد بن سليم |